# Лемез-Тамакский сельсовет
Лемез-Тамакский сельсовет — муниципальное образование в Мечетлинском районе Башкортостана.
Административный центр — деревня Лемез-Тамак.

## История
Образован в 1924 году как Лемез-Тамакский сельский совет. В 1930 году вошел в состав Дуван-Мечетлинского района (переименован в Мечетлинский район в 1932 году). В связи с объединением районов с 1 февраля 1963 года до 14 февраля 1965 года был включен в Белокатайский район.
Согласно Закону о границах, статусе и административных центрах муниципальных образований в Республике Башкортостан имеет статус сельского поселения.

## Население
| 1795  | 1816  | 1834  | 1850  | 1859  | 1865  | 1897  |
| ----- | ----- | ----- | ----- | ----- | ----- | ----- |
| 466   | ↗566  | ↗731  | ↗926  | ↗1010 | ↗1147 | ↗1951 |
| 1920  | 1939  | 1959  | 1970  | 1979  | 1989  | 2002  |
| ↗2380 | ↘2063 | ↘2025 | ↗2200 | ↘1789 | ↘1723 | ↗1808 |
| 2009  | 2010  | 2012  | 2013  | 2014  | 2015  | 2016  |
| ↗1933 | ↘1707 | ↘1690 | ↘1679 | ↘1665 | ↘1623 | ↘1610 |
| 2017  | 2018  |       |       |       |       |       |
| ↘1571 | ↘1543 |       |       |       |       |       |

### Национальный состав
Деревни Лемез-Тамак, Кутушево, Сулейманово, Сабанаково основали башкиры рода Кошсы, современные жители этих деревень, в большей степени, являются башкирами-кущинцами.

## Географическое положение
Территория сельсовета расположена по левому берегу реки Ай, вдоль автомобильной дороги Кропачёво — Ачит. Граничит с сельсоветами Алегазевским, Большеустьикинским, Дуван-Мечетлинским, Новояушевским, Юнусовским Мечетлинского района, Лемезинским сельсоветом Дуванского района. До революции 1917 года населенные пункты сельсовета входили в состав Большекущинской волости Златоустовского уезда Уфимской губернии.

## Состав сельского поселения
| № | Населённый пункт | Тип населённого пункта          | Население |
| - | ---------------- | ------------------------------- | --------- |
| 1 | Лемез-Тамак      | деревня, административный центр | ↘483      |
| 2 | Сулейманово      | деревня                         | ↘472      |
| 3 | Сабанаково       | деревня                         | ↘391      |
| 4 | Кутушево         | деревня                         | ↘361      |

## Инфраструктура
На территории сельсовета имеется социально-культурный центр, 3 школы, 3 детских садика, 3 фельдшерско-акушерских пункта, сельский дом культуры, 2 сельских клуба, 3 мечети, почтовое отделение, АТС, 25 крестьянско-фермерских хозяйств.

## Известные уроженцы
- Загафуранов, Файзрахман Загафуранович (10 октября 1913 – 5 сентября 1975) — государственный деятель РБ, Председатель Президиума Верховного Совета БАССР (1950—1967)[18][19]. уроженец деревни Сулейманово.
- Зарипов, Айрат Янсурович (род. 12 октября 1962) — социолог, философ, доктор философских наук, профессор[20]. Уроженец деревни Лемез-Тамак.
- Хажиев, Ризван Закирханович (30 сентября 1939 – 27 октября 2013) — журналист, писатель, кандидат филологических наук (1987), заслуженный работник культуры РБ (1993), Член Союза журналистов СССР (1969), писателей РБ (1991) и РФ (1992)[21][22]. Уроженец деревни Сулейманово.
- Максютова, Нажиба Хаерзамановна (баш. Нәжибә Хәйерзаман ҡыҙы Мәҡсүтова; 27 ноября 1932, — 2004) — башкирский языковед, доктор филологических наук (1981), заслуженный деятель науки Башкирской АССР (1983), тюрколог и общественный деятель. Уроженка деревни Сулейманово.

## Председатели исполкома сельского совета и главы администрации сельского поселения
- Мухаметдинов Б. М. — 1924—1930, 1935, 1943 гг.;
- Валеев С. М. — с 1930 г.;
- Абкадиров К. — с 1932 г.;
- Хайбуллин Сабирьян Х. — 1933 г.;
- Бадретдинов Сарвар Бадретдинович (1902-1952) — 1933, 1949 гг.;
- Хажиев З. Х. — 1934 г.;
- Мухаметдинов Ф. — 1936 г.;
- Хужин Г. Х. — с 1937 г.;
- Валеев А. — с 1939 г.;
- Муфазалов М. М. — с 1941 г.;
- Юмагужин С. — 1943 г.;
- Юмакаев М. Ю. — с 1944 г.;
- Галлямов Ф. Г. — 1948 г.;
- Кушанов Н. Х. — с 1950 г.;
- Каев Галихан Шамбагулович (1907-1986) — с 1952 г.;
- Камалов Я. А. — с 1955 г.;
- Ахунов Мунир Ахунович — с 1960 г.;
- Сафин Ш. Н. — 1964 г.;
- Хадиуллин Дамир Я. — с 1964 г.;
- Хайбуллин Хакимьян Сабирьянович — 1965—1967, 1974—1977, 1983—1988 г.;
- Хафизов Загафуран Х. — с 1967 г.;
- Хисамов Фахрази Н. — с 1969 г.;
- Кутлуев Низам М. — с 1971 г.;
- Калимуллин Р. Х. — с 1973—1974 гг.;
- Хайруллина Самария Караматовна. — с 1977 г.;
- Кульмухаметова Марьям Муллабаевна — с 1988 г.;
- Низамов Юламан Гималетдинович — с 1990 г.;
- Хафизов Ахматнур Абубакирович — 1996—1999, 2002—2006 гг.;
- Калимуллина Флюра М. — с 1999 г.;
- Каримов И. К. — 2000—2002 гг.;
- Зайнетдинов Зуфар Миндиахметович — с 2006 г.;
- Низамов Раиль Юламанович — с 2008 г.;

## Интересные факты
- Мечеть в деревне Кутушево находится на своем историческом месте, не изменено направление на Мекку, которая была установлена при первоначальном строительстве. В 60 годы XX столетия была попытка перекатать и установить под правильным углом к основной улице. Местное население не позволило.
- В деревне Лемез-Тамак до революции 1917 года было две мечети. Одна из них находилась на месте современного памятника участинкам Великой Отечественной войне. В советский период использовалась как клуб. Когда построили новый кирпичный дом культуры, здание мечети перевезли в деревню Сулейманово, где тоже использовали как клуб. Вторая мечеть стояла по другой стороне реки Лемазы, под горой Сусакай. В советское время использовали как детский садик, в 1960-е годы перекатали в центр села и использовали как правление колхоза. Здание до сих пор стоит на этом месте. Здание, которое используется в настоящее время как мечеть, это дом мусульманского священнослужителя  — муадзина.
- Деревня Сабанаково до революции была центром Большекущинской волости. В деревне сохранилось старинное здание зернохранилища — магазай, где хранили переходящий страховой запас семян все волости.
- Между деревнями Лемез-Тамак и Сабанаково есть могила духовного лица. Считается святым местом. Могила облагорожена. При посещении читают молитвы и оставляют монеты в пользу нуждающихся.